# Margareta Ahlstedt-Willandt
Margareta Ahlstedt-Willandt, född 27 februari 1888 i Helsingfors, död där 29 maj 1967, var en finländsk textilkonstnär. Hon var dotter till konstnären Fredrik Ahlstedt.
Ahlstedt-Willandt studerade vid Centralskolan för konstflit i Helsingfors i början av 1910-talet, hos Fredrika Wetterhoff i Tavastehus och i Stockholm. Hon drev 1924–1957 ett eget väveriföretag i Helsingfors, där hon formgav och tillverkade brukstextilier, gardin- och dräkttyger, mattor, lampskärmar med mera. Hon framställde unika bildvävnader och kyrkotextilier med figurativa motiv in på 1950-talet och närmade sig naivistiska ideal; senare blev abstrakta uttryck allt vanligare. Även i sina abstrakta arbeten utgick hon från naturmotiv. Naturen och landskapet på Storpellinge, där hon vistades sommartid, finns dokumenterade i akvareller.